# Automolis costalis
Automolis costalis là một loài bướm đêm thuộc phân họ Arctiinae, họ Erebidae.